# Alexander Rossi
Alexander Rossi (ur. 25 września 1991 w Auburn) – amerykański kierowca wyścigowy startujący w serii IndyCar Series. Zwycięzca wyścigu Indianapolis 500 z 2016 roku.

## Życiorys

### Początki kariery
Alexander Rossi karierę rozpoczął, jak większość kierowców, od startów w kartingu. Działalność w niej zakończył w roku 2005. Jeszcze w tym samym sezonie wystąpił w kilku wyścigach serii open-wheel „Skip Barber Western Regional”. W roku 2006 kontynuował w niej swój udział oraz zaangażował się w cykl „Skip Barber National”. Współpracował wówczas z ekipą Skip Barber Racing School. W klasie regionalnej zdobył tytuł, po zwyciężeniu w siedmiu z dziesięciu wyścigów. W narodowej natomiast zajął 3. miejsce, z dorobkiem trzech wygranych. Poza tym brał udział również w Formule TR 1600 Pro Series, gdzie zmagania zakończył z tytułem wicemistrzowskim, z dorobkiem czterech zwycięstw.
W roku 2007, w celu rozwoju kariery, zaangażował się w Amerykańską Formułę BMW. W pierwszym roku startów rywalizację ukończył na 3. pozycji. W drugim, reprezentując czołową stajnię Eurointernational, okazał się bezkonkurencyjny, osiągając dziesięć zwycięstw, w piętnastu rozegranych wyścigach. Z tą samą ekipą gościnnie wystąpił w europejskim cyklu, podczas rundy na niemieckim Hockenheimring, jednakże bez sukcesu. Na koniec sezonu wystąpił w Światowym Finale BMW, gdzie również okazał się najlepszy. W ramach nagrody odbył testy z promotorem tej serii, a zarazem zespołem Formuły 1 – BMW Sauber F1 Team.
W sezonie 2009 przeniósł się do Międzynarodowej Formuły Master. W pierwszych dwóch rundach reprezentował barwy brytyjskiej ekipy Hitech Racing. Po niezbyt udanej współpracy, zerwał z nimi umowę i związał się z ISR Racing. W czeskiej ekipie spisywał się znacznie lepiej, będąc pięciokrotnie na podium, z czego trzy razy na najwyższym stopniu. Ostatecznie w klasyfikacji generalnej zajął 4. miejsce.
W przerwie zimowej po udanych testach podpisał kontrakt z portugalską stajnią Ocean Racing Technology, na starty w Azjatyckiej serii GP2. W pierwszej rundzie (na torze w Abu Zabi) zaprezentował się z bardzo dobrej strony, będąc sklasyfikowanym odpowiednio na czwartej i piątej lokacie. Ze względu na kontrakt Brytyjczyka Maxa Chiltona w głównej edycji, został przez niego zastąpiony na drugą rundę (również na Bliskim Wschodzie, w celu przystosowania Chiltona do ekipy). Amerykanin znalazł jednak dla siebie miejsce w malezyjskim MalaysiaQi-Meritus.com, w którym to startował do końca sezonu. Punktując w nim dwukrotnie i cztery razy łącznie, zmagania zakończył na 9. miejscu.
Na sezon 2010 Rossi podpisał kontrakt z utytułowanym francuskim zespołem ART Grand Prix, na starty w nowo utworzonej serii GP3. W ciągu szesnastu wyścigów, dziewięciokrotnie dojechał do mety na punktowanej pozycji, z czego pięć razy na podium (Rossi zwyciężył w sprintach, na torach Circuit de Catalunya i Hungaroring). Ostatecznie zmagania zakończył tuż za podium, na 4. miejscu.
W 2011 roku Amerykanin przeniósł się do Formuły Renault 3.5, nawiązując współpracę z brytyjską ekipą Fortec Motorsport. Rossi w pierwszym wyścigu (w Aragonii) stanął na najwyższym stopniu podium, natomiast w niedzielnym starcie zajął drugie miejsce. Dzięki temu został pierwszym liderem mistrzostw. Dalsza część sezonu nie układała się jednak po myśli Rossiego, który w pewnym momencie spadł nawet poza czołową trójkę klasyfikacji generalnej. Ostatecznie jednak zmagania zakończył na 3. pozycji. Na podium zameldował się jeszcze czterokrotnie, odnosząc przy tym drugie zwycięstwo, na francuskim torze Paul Ricard.
Na sezon 2014 Amerykanin podpisał kontrakt z malezyjską ekipą Caterham Racing na starty w serii GP2. Wystartował łącznie w dwunastu wyścigach, spośród których w trzech zdobywał punkty. W sprincie w Austrii uplasował się na piątej pozycji, co było jego najlepszym wynikiem w sezonie. Uzbierał łącznie dwanaście punktów, które zapewniły mu 21. miejsce w końcowej klasyfikacji kierowców.
W roku 2015 przeniósł się do hiszpańskiej ekipy Racing Engineering. Amerykanin dzięki dużej skuteczności pewnie sięgnął po tytuł wicemistrzowski. Zważywszy na dominację Belga Stoffela Vandoorne’a (341,5 punktu w stosunku do 181,5 Amerykanina) Rossi mógł czuć się zwycięsko, gdyż o 42,5 punktu wyprzedził w klasyfikacji końcowej trzeciego Rosjanina Siergieja Sirotkina. Na przestrzeni sezonu Alexander siedmiokrotnie stawał na podium, w tym trzykrotnie na jego najwyższym stopniu (na torze Spa-Francorchamps, Monzie oraz w Soczi). Na torze w Monte Carlo również miał szansę na zwycięstwo po starcie z pole position, jednak w wyniku neutralizacji i słabszej postawie jego mechaników przy wymianie kół, został pokonany przez wyżej wspomnianego Belga.

### Formuła 1
W latach 2012–2014 pełnił rolę kierowcy testowego zespołu Caterham w Formule 1, z którym wystartował w kilku piątkowych treningach. Jednak przed Grand Prix Niemiec rozwiązał kontrakt z malezyjską ekipą na rzecz umowy z Marussia. Początkowo informowano o debiucie Rossiego w barwach tejże ekipy podczas wyścigu o Grand Prix Belgii 2014, gdzie miał zastąpić Maxa Chiltona. Jednak już w trakcie wyścigowego weekendu podjęto decyzję o przywróceniu Chiltona do wyścigowego fotela, przez co Rossi wziął udział jedynie w pierwszej sesji treningowej. Po wypadku Julesa Bianchiego w Grand Prix Japonii Amerykanin stał się głównym kandydatem do startu w Soczi, jednak rosyjski zespół zdecydował się na nie wystawianie drugiego bolidu. Szansę debiutu w Formule 1 zaprzepuściła też decyzja Marussi o absencji w Stanach Zjednoczonych, a później decyzja o wycofaniu się z wyścigów.
Amerykanin zadebiutował w Formule 1 w sezonie 2015, kiedy to tuż przed Grand Prix Singapuru 2015 zespół Manor poinformował, że Rossi zastąpi dotychczasowego kierowcę wyścigowego tej ekipy, Roberto Merhiego podczas pięciu z ostatnich siedmiu rund sezonu. W pozostałych dwóch wyścigach za kierownicą samochodu MR03B ponownie miał zasiąść Merhi, jako że Rossi wciąż walczył o czołowe miejsca w towarzyszącej Formule 1 serii GP2.
Podczas swojego debiutu w Singapurze Rossi zakwalifikował się do wyścigu na ostatnim miejscu, z liczącą pół sekundy stratą do zespołowego partnera, Willa Stevensa. Podczas trwającego ponad dwie godziny wyścigu debiutant wyprzedził jednak brytyjskiego kierowcę i ze stratą dwóch okrążeń do zwycięzcy, Sebastiana Vettela finiszował na 14. miejscu.
Tydzień później Alexander Rossi wystartował w drugim dla siebie wyścigu Formuły 1, czyli Japonii na torze Suzuka. Podczas sesji kwalifikacyjnej Amerykanin uzyskał czas 1:47.114, co oznaczało, że nie znalazł się on w 107% najlepszego czasu z Q1. Sędziowie jednak zdecydowali się dopuścić go do startu, a w wyniku potężnego wypadku Daniiła Kwiata w Q3, który zmusił Rosjanina do startu z alei serwisowej, ostatecznie Rossi wystartował z 19. pola. W trakcie wyścigu niewiele brakowało, a doszłoby do zderzenia obu samochodów zespołu Manor, gdyż Stevens przejeżdżając przez zakręt 130R stracił panowanie nad swoim bolidem i gwałtownie hamując wywołał potężną chmurę dymu spod kół, w którą po chwili wjechał Rossi, szczęśliwie unikając kontaktu z powracającym na wyścigową linię zespołowym partnerem. Ostatecznie na mecie kierowca z USA ponownie okazał się lepszy od kolegi z teamu, finiszując jako osiemnasty, jedno miejsce przed nim.
Dwa tygodnie po rundzie w Japonii odbył się wyścig o Grand Prix Rosji, ale Rossi zrezygnował ze startu w nim na rzecz wyścigu serii GP2. Za kierownicą bolidu ekipy Racing Engineering odniósł on zwycięstwo w pierwszej rundzie na torze Sochi Autodrom, a dzień później po starcie z ósmego pola finiszował szósty.
Swój najlepszy dotychczas wynik odniósł podczas swojego trzeciego występu w Formule 1, czyli podczas domowej rundy o Grand Prix Stanów Zjednoczonych. Rossi w trudnych warunkach dojechał do mety jako 12., chwilami ocierając się o punktowaną dziesiątkę. Było to wyrównanie najlepszego w sezonie 2015 miejsca dla zespołu Manor, gdyż jako dwunasty na metę wyścigu o Grand Prix Wielkiej Brytanii dojechał również Roberto Merhi. Tym razem Rossi nie miał punktu odniesienia w postaci drugiego bolidu swojej ekipy, gdyż tuż po starcie z wyścigu wycofał się Will Stevens.
Podczas Grand Prix Meksyku Amerykanin ponownie finiszował przed Stevensem, tym razem kończąc wyścig jako piętnasty. Po raz pierwszy Rossi musiał uznać wyższość swojego zespołowego kolegi w ostatnim dla niego wyścigu sezonu, Grand Prix Brazylii. Do mety dojechał jako 19., chociaż ostatecznie został sklasyfikowany jako 18. po dyskwalifikacji Felipe Massy. Stevens znalazł się na siedemnastym miejscu, z – podobnie jak Rossi – czterema okrążeniami straty do zwycięzcy wyścigu, Nico Rosberga.

### IndyCar Series
Po tym jak przegrał rywalizację o miejsce w zespole Manor na sezon 2016 z Rio Haryanto, Rossi wrócił do USA, aby ścigać się w serii IndyCar. W 2016 roku został kierowcą zespołu Andretti Autosport. 29 maja 2016 roku zwyciężył w wyścigu Indianapolis 500.

## Wyniki
| Legenda oznaczeń w tabelach wyników Wyświetl szablon na nowej stronie | Legenda oznaczeń w tabelach wyników Wyświetl szablon na nowej stronie                                                                     |
| Oznaczenie                                                            | Wyjaśnienie |
| --------------------------------------------------------------------- | --- |
| Złoty                                                                 | Zwycięzca lub mistrzostwo |
| Srebrny                                                               | 2. miejsce lub wicemistrzostwo |
| Brązowy                                                               | 3. miejsce lub II wicemistrzostwo |
| Zielony                                                               | Ukończył, punktował (w klasyfikacji generalnej, gdy zdobył co najmniej jeden punkt na przestrzeni sezonu, poza trzema powyższymi opcjami) |
| Niebieski                                                             | Ukończył, nie punktował (w klasyfikacji generalnej, gdy nie zdobył co najmniej jednego punktu na przestrzeni sezonu)                      |
| Czerwony                                                              | Nie zakwalifikował się (NZ) |
| Czerwony                                                              | Nie prekwalifikował się (NPK) |
| Różowy                                                                | Nie ukończył (NU) |
| Różowy                                                                | Niesklasyfikowany (NS) (w klasyfikacji generalnej, gdy nie został sklasyfikowany w żadnym wyścigu sezonu)                                 |
| Czarny                                                                | Zdyskwalifikowany (DK) |
| Czarny                                                                | Wykluczony (WYK/EX) |
| Biały                                                                 | Nie wystartował (NW) |
| Biały                                                                 | Kontuzjowany (K/INJ) |
| Biały                                                                 | Wyścig odwołany (OD/C) |
| Bez koloru                                                            | Został wycofany (WYC/WD) |
| Bez koloru                                                            | Nie przybył (NP/DNA) |
| Bez koloru                                                            | Nie brał udziału w treningach (NT/DNP) |
| Bez koloru                                                            | Nie został zgłoszony (–) |
| Pogrubienie                                                           | Start z pole position |
| Kursywa                                                               | Najszybsze okrążenie wyścigu |
| †                                                                     | Nie ukończył, ale jego rezultat został zaliczony ze względu na przejechanie więcej niż 90% dystansu wyścigu.                              |
| *                                                                     | Sezon w trakcie |
| 1/2/3                                                                 | Punktowana pozycja w sprincie kwalifikacyjnym                                                                                             |
| Lista systemów punktacji Formuły 1                                    | |

### Formuła 1
| Rok  | Zespół                 | Samochód       | Silnik                | Wyniki w poszczególnych eliminacjach | Wyniki w poszczególnych eliminacjach | Wyniki w poszczególnych eliminacjach | Wyniki w poszczególnych eliminacjach | Wyniki w poszczególnych eliminacjach | Wyniki w poszczególnych eliminacjach | Wyniki w poszczególnych eliminacjach | Wyniki w poszczególnych eliminacjach | Wyniki w poszczególnych eliminacjach | Wyniki w poszczególnych eliminacjach | Wyniki w poszczególnych eliminacjach | Wyniki w poszczególnych eliminacjach | Wyniki w poszczególnych eliminacjach | Wyniki w poszczególnych eliminacjach | Wyniki w poszczególnych eliminacjach | Wyniki w poszczególnych eliminacjach | Wyniki w poszczególnych eliminacjach | Wyniki w poszczególnych eliminacjach | Wyniki w poszczególnych eliminacjach | Punkty | Pozycja |
| ---- | ---------------------- | -------------- | --------------------- | ------------------------------------ | ------------------------------------ | ------------------------------------ | ------------------------------------ | ------------------------------------ | ------------------------------------ | ------------------------------------ | ------------------------------------ | ------------------------------------ | ------------------------------------ | ------------------------------------ | ------------------------------------ | ------------------------------------ | ------------------------------------ | ------------------------------------ | ------------------------------------ | ------------------------------------ | ------------------------------------ | ------------------------------------ | ------ | ------- |
| 2015 | Manor Marussia F1 Team | Marussia MR03B | Ferrari 059/4 1.6T V6 | Australia                            | Malezja                              |                                      | Bahrajn                              | Hiszpania                            | Monako                               | Kanada                               | Austria                              | Wielka Brytania                      | Węgry                                | Belgia                               | Włochy                               | Singapur                             | Japonia                              | Rosja                                | Stany Zjednoczone                    | Meksyk                               | Brazylia                             |                                      | 0      | 20      |
| 2015 | Manor Marussia F1 Team | Marussia MR03B | Ferrari 059/4 1.6T V6 | –                                    | –                                    | –                                    | –                                    | –                                    | –                                    | –                                    | –                                    | –                                    | –                                    | –                                    | –                                    | 14                                   | 18                                   | –                                    | 12                                   | 15                                   | 18                                   | –                                    | 0      | 20      |

### GP2
| Rok  | Zespół             | Wyniki w poszczególnych eliminacjach | Wyniki w poszczególnych eliminacjach | Wyniki w poszczególnych eliminacjach | Wyniki w poszczególnych eliminacjach | Wyniki w poszczególnych eliminacjach | Wyniki w poszczególnych eliminacjach | Wyniki w poszczególnych eliminacjach | Wyniki w poszczególnych eliminacjach | Wyniki w poszczególnych eliminacjach | Wyniki w poszczególnych eliminacjach | Wyniki w poszczególnych eliminacjach | Wyniki w poszczególnych eliminacjach | Wyniki w poszczególnych eliminacjach | Wyniki w poszczególnych eliminacjach | Wyniki w poszczególnych eliminacjach | Wyniki w poszczególnych eliminacjach | Wyniki w poszczególnych eliminacjach | Wyniki w poszczególnych eliminacjach | Wyniki w poszczególnych eliminacjach | Wyniki w poszczególnych eliminacjach | Wyniki w poszczególnych eliminacjach | Wyniki w poszczególnych eliminacjach | Punkty | Pozycja |
| ---- | ------------------ | ------------------------------------ | ------------------------------------ | ------------------------------------ | ------------------------------------ | ------------------------------------ | ------------------------------------ | ------------------------------------ | ------------------------------------ | ------------------------------------ | ------------------------------------ | ------------------------------------ | ------------------------------------ | ------------------------------------ | ------------------------------------ | ------------------------------------ | ------------------------------------ | ------------------------------------ | ------------------------------------ | ------------------------------------ | ------------------------------------ | ------------------------------------ | ------------------------------------ | ------ | ------- |
| 2013 | Caterham Racing    | MAL                                  | MAL                                  | BHR                                  | BHR                                  | ESP                                  | ESP                                  | MON                                  | MON                                  | GBR                                  | GBR                                  | DEU                                  | DEU                                  | HUN                                  | HUN                                  | BEL                                  | BEL                                  | ITA                                  | ITA                                  | SIN                                  | SIN                                  | ARE                                  | ARE                                  | 92     | 9       |
| 2013 | Caterham Racing    | –                                    | –                                    | 3                                    | 20                                   | 6                                    | 6                                    | NU                                   | 19                                   | 10                                   | 9                                    | 11                                   | 6                                    | 13                                   | 16                                   | 3                                    | 22                                   | 8                                    | 2                                    | NU                                   | 23                                   | 1                                    | NU                                   | 92     | 9       |
| 2014 |                    | BHR                                  | BHR                                  | ESP                                  | ESP                                  | MON                                  | MON                                  | AUT                                  | AUT                                  | GBR                                  | GBR                                  | DEU                                  | DEU                                  | HUN                                  | HUN                                  | BEL                                  | BEL                                  | ITA                                  | ITA                                  | RUS                                  | RUS                                  | ARE                                  | ARE                                  | 12     | 21      |
| 2014 | Caterham Racing    | 22                                   | 25                                   | NU                                   | 14                                   | 16                                   | 11                                   | 8                                    | 5                                    | 12                                   | 21                                   | –                                    | –                                    | –                                    | –                                    | –                                    | –                                    | –                                    | –                                    | –                                    | –                                    | –                                    | –                                    | 12     | 21      |
| 2014 | Campos Racing      | –                                    | –                                    | –                                    | –                                    | –                                    | –                                    | –                                    | –                                    | –                                    | –                                    | NU                                   | 7                                    | –                                    | –                                    | –                                    | –                                    | –                                    | –                                    | –                                    | –                                    | –                                    | –                                    | 12     | 21      |
| 2015 | Racing Engineering | BHR                                  | BHR                                  | ESP                                  | ESP                                  | MON                                  | MON                                  | AUT                                  | AUT                                  | GBR                                  | GBR                                  | HUN                                  | HUN                                  | BEL                                  | BEL                                  | ITA                                  | ITA                                  | RUS                                  | RUS                                  | BHR                                  | BHR                                  | ARE                                  |                                      | 181,5  | 2       |
| 2015 | Racing Engineering | 3                                    | 4                                    | 3                                    | 4                                    | 2                                    | 7                                    | 6                                    | 8                                    | 2                                    | 4                                    | 12                                   | 19                                   | 6                                    | 1                                    | 1                                    | NU                                   | 1                                    | 6                                    | 18                                   | 9                                    | 4                                    |                                      | 181,5  | 2       |

### Azjatycka Seria GP2
| Legenda oznaczeń w tabelach wyników Wyświetl szablon na nowej stronie | Legenda oznaczeń w tabelach wyników Wyświetl szablon na nowej stronie                                                                     |
| Oznaczenie                                                            | Wyjaśnienie |
| --------------------------------------------------------------------- | --- |
| Złoty                                                                 | Zwycięzca lub mistrzostwo |
| Srebrny                                                               | 2. miejsce lub wicemistrzostwo |
| Brązowy                                                               | 3. miejsce lub II wicemistrzostwo |
| Zielony                                                               | Ukończył, punktował (w klasyfikacji generalnej, gdy zdobył co najmniej jeden punkt na przestrzeni sezonu, poza trzema powyższymi opcjami) |
| Niebieski                                                             | Ukończył, nie punktował (w klasyfikacji generalnej, gdy nie zdobył co najmniej jednego punktu na przestrzeni sezonu)                      |
| Czerwony                                                              | Nie zakwalifikował się (NZ) |
| Czerwony                                                              | Nie prekwalifikował się (NPK) |
| Różowy                                                                | Nie ukończył (NU) |
| Różowy                                                                | Niesklasyfikowany (NS) (w klasyfikacji generalnej, gdy nie został sklasyfikowany w żadnym wyścigu sezonu)                                 |
| Czarny                                                                | Zdyskwalifikowany (DK) |
| Czarny                                                                | Wykluczony (WYK/EX) |
| Biały                                                                 | Nie wystartował (NW) |
| Biały                                                                 | Kontuzjowany (K/INJ) |
| Biały                                                                 | Wyścig odwołany (OD/C) |
| Bez koloru                                                            | Został wycofany (WYC/WD) |
| Bez koloru                                                            | Nie przybył (NP/DNA) |
| Bez koloru                                                            | Nie brał udziału w treningach (NT/DNP) |
| Bez koloru                                                            | Nie został zgłoszony (–) |
| Pogrubienie                                                           | Start z pole position |
| Kursywa                                                               | Najszybsze okrążenie wyścigu |
| †                                                                     | Nie ukończył, ale jego rezultat został zaliczony ze względu na przejechanie więcej niż 90% dystansu wyścigu.                              |
| *                                                                     | Sezon w trakcie |
| 1/2/3                                                                 | Punktowana pozycja w sprincie kwalifikacyjnym                                                                                             |
| Lista systemów punktacji Formuły 1                                    | |

| Rok       | Zespół                  | Wyniki w poszczególnych eliminacjach | Wyniki w poszczególnych eliminacjach | Wyniki w poszczególnych eliminacjach | Wyniki w poszczególnych eliminacjach | Wyniki w poszczególnych eliminacjach | Wyniki w poszczególnych eliminacjach | Wyniki w poszczególnych eliminacjach | Wyniki w poszczególnych eliminacjach | Punkty | Pozycja |
| --------- | ----------------------- | ------------------------------------ | ------------------------------------ | ------------------------------------ | ------------------------------------ | ------------------------------------ | ------------------------------------ | ------------------------------------ | ------------------------------------ | ------ | ------- |
| 2009/2010 |                         | ARE                                  | ARE                                  | ARE                                  | ARE                                  | BHR                                  | BHR                                  | BHR                                  | BHR                                  | 12     | 9       |
| 2009/2010 | Ocean Racing Technology | 4                                    | 5                                    | –                                    | –                                    | –                                    | –                                    | –                                    | –                                    | 12     | 9       |
| 2009/2010 | MalaysiaQi-Meritus.com  | –                                    | –                                    | 6                                    | 9                                    | NU                                   | NU                                   | 11                                   | 5                                    | 12     | 9       |

### GP3
| Legenda oznaczeń w tabelach wyników Wyświetl szablon na nowej stronie | Legenda oznaczeń w tabelach wyników Wyświetl szablon na nowej stronie                                                                     |
| Oznaczenie                                                            | Wyjaśnienie |
| --------------------------------------------------------------------- | --- |
| Złoty                                                                 | Zwycięzca lub mistrzostwo |
| Srebrny                                                               | 2. miejsce lub wicemistrzostwo |
| Brązowy                                                               | 3. miejsce lub II wicemistrzostwo |
| Zielony                                                               | Ukończył, punktował (w klasyfikacji generalnej, gdy zdobył co najmniej jeden punkt na przestrzeni sezonu, poza trzema powyższymi opcjami) |
| Niebieski                                                             | Ukończył, nie punktował (w klasyfikacji generalnej, gdy nie zdobył co najmniej jednego punktu na przestrzeni sezonu)                      |
| Czerwony                                                              | Nie zakwalifikował się (NZ) |
| Czerwony                                                              | Nie prekwalifikował się (NPK) |
| Różowy                                                                | Nie ukończył (NU) |
| Różowy                                                                | Niesklasyfikowany (NS) (w klasyfikacji generalnej, gdy nie został sklasyfikowany w żadnym wyścigu sezonu)                                 |
| Czarny                                                                | Zdyskwalifikowany (DK) |
| Czarny                                                                | Wykluczony (WYK/EX) |
| Biały                                                                 | Nie wystartował (NW) |
| Biały                                                                 | Kontuzjowany (K/INJ) |
| Biały                                                                 | Wyścig odwołany (OD/C) |
| Bez koloru                                                            | Został wycofany (WYC/WD) |
| Bez koloru                                                            | Nie przybył (NP/DNA) |
| Bez koloru                                                            | Nie brał udziału w treningach (NT/DNP) |
| Bez koloru                                                            | Nie został zgłoszony (–) |
| Pogrubienie                                                           | Start z pole position |
| Kursywa                                                               | Najszybsze okrążenie wyścigu |
| †                                                                     | Nie ukończył, ale jego rezultat został zaliczony ze względu na przejechanie więcej niż 90% dystansu wyścigu.                              |
| *                                                                     | Sezon w trakcie |
| 1/2/3                                                                 | Punktowana pozycja w sprincie kwalifikacyjnym                                                                                             |
| Lista systemów punktacji Formuły 1                                    | |

| Rok  | Zespół         | Wyniki w poszczególnych eliminacjach | Wyniki w poszczególnych eliminacjach | Wyniki w poszczególnych eliminacjach | Wyniki w poszczególnych eliminacjach | Wyniki w poszczególnych eliminacjach | Wyniki w poszczególnych eliminacjach | Wyniki w poszczególnych eliminacjach | Wyniki w poszczególnych eliminacjach | Wyniki w poszczególnych eliminacjach | Wyniki w poszczególnych eliminacjach | Wyniki w poszczególnych eliminacjach | Wyniki w poszczególnych eliminacjach | Wyniki w poszczególnych eliminacjach | Wyniki w poszczególnych eliminacjach | Wyniki w poszczególnych eliminacjach | Wyniki w poszczególnych eliminacjach | Punkty | Pozycja |
| ---- | -------------- | ------------------------------------ | ------------------------------------ | ------------------------------------ | ------------------------------------ | ------------------------------------ | ------------------------------------ | ------------------------------------ | ------------------------------------ | ------------------------------------ | ------------------------------------ | ------------------------------------ | ------------------------------------ | ------------------------------------ | ------------------------------------ | ------------------------------------ | ------------------------------------ | ------ | ------- |
| 2010 | ART Grand Prix | ESP                                  | ESP                                  | TUR                                  | TUR                                  | VAL                                  | VAL                                  | GBR                                  | GBR                                  | DEU                                  | DEU                                  | HUN                                  | HUN                                  | BEL                                  | BEL                                  | ITA                                  | ITA                                  | 38     | 4       |
| 2010 | ART Grand Prix | 8                                    | 1                                    | 4                                    | 3                                    | NU                                   | NU                                   | 5                                    | 2                                    | NU                                   | 8                                    | 8                                    | 1                                    | 13                                   | 2                                    | NU                                   | 15                                   | 38     | 4       |

### Formuła Renault 3.5
| Legenda oznaczeń w tabelach wyników Wyświetl szablon na nowej stronie | Legenda oznaczeń w tabelach wyników Wyświetl szablon na nowej stronie                                                                     |
| Oznaczenie                                                            | Wyjaśnienie |
| --------------------------------------------------------------------- | --- |
| Złoty                                                                 | Zwycięzca lub mistrzostwo |
| Srebrny                                                               | 2. miejsce lub wicemistrzostwo |
| Brązowy                                                               | 3. miejsce lub II wicemistrzostwo |
| Zielony                                                               | Ukończył, punktował (w klasyfikacji generalnej, gdy zdobył co najmniej jeden punkt na przestrzeni sezonu, poza trzema powyższymi opcjami) |
| Niebieski                                                             | Ukończył, nie punktował (w klasyfikacji generalnej, gdy nie zdobył co najmniej jednego punktu na przestrzeni sezonu)                      |
| Czerwony                                                              | Nie zakwalifikował się (NZ) |
| Czerwony                                                              | Nie prekwalifikował się (NPK) |
| Różowy                                                                | Nie ukończył (NU) |
| Różowy                                                                | Niesklasyfikowany (NS) (w klasyfikacji generalnej, gdy nie został sklasyfikowany w żadnym wyścigu sezonu)                                 |
| Czarny                                                                | Zdyskwalifikowany (DK) |
| Czarny                                                                | Wykluczony (WYK/EX) |
| Biały                                                                 | Nie wystartował (NW) |
| Biały                                                                 | Kontuzjowany (K/INJ) |
| Biały                                                                 | Wyścig odwołany (OD/C) |
| Bez koloru                                                            | Został wycofany (WYC/WD) |
| Bez koloru                                                            | Nie przybył (NP/DNA) |
| Bez koloru                                                            | Nie brał udziału w treningach (NT/DNP) |
| Bez koloru                                                            | Nie został zgłoszony (–) |
| Pogrubienie                                                           | Start z pole position |
| Kursywa                                                               | Najszybsze okrążenie wyścigu |
| †                                                                     | Nie ukończył, ale jego rezultat został zaliczony ze względu na przejechanie więcej niż 90% dystansu wyścigu.                              |
| *                                                                     | Sezon w trakcie |
| 1/2/3                                                                 | Punktowana pozycja w sprincie kwalifikacyjnym                                                                                             |
| Lista systemów punktacji Formuły 1                                    | |

| Rok  | Zespół            | Wyniki w poszczególnych eliminacjach | Wyniki w poszczególnych eliminacjach | Wyniki w poszczególnych eliminacjach | Wyniki w poszczególnych eliminacjach | Wyniki w poszczególnych eliminacjach | Wyniki w poszczególnych eliminacjach | Wyniki w poszczególnych eliminacjach | Wyniki w poszczególnych eliminacjach | Wyniki w poszczególnych eliminacjach | Wyniki w poszczególnych eliminacjach | Wyniki w poszczególnych eliminacjach | Wyniki w poszczególnych eliminacjach | Wyniki w poszczególnych eliminacjach | Wyniki w poszczególnych eliminacjach | Wyniki w poszczególnych eliminacjach | Wyniki w poszczególnych eliminacjach | Wyniki w poszczególnych eliminacjach | Punkty | Pozycja |
| ---- | ----------------- | ------------------------------------ | ------------------------------------ | ------------------------------------ | ------------------------------------ | ------------------------------------ | ------------------------------------ | ------------------------------------ | ------------------------------------ | ------------------------------------ | ------------------------------------ | ------------------------------------ | ------------------------------------ | ------------------------------------ | ------------------------------------ | ------------------------------------ | ------------------------------------ | ------------------------------------ | ------ | ------- |
| 2010 | ISR Racing        | ARA                                  | ARA                                  | BEL                                  | BEL                                  | MON                                  | CZE                                  | CZE                                  | FRA                                  | FRA                                  | HUN                                  | HUN                                  | DEU                                  | DEU                                  | GBR                                  | GBR                                  | CAT                                  | CAT                                  | –      | NS      |
| 2010 | ISR Racing        | –                                    | –                                    | –                                    | –                                    | NU                                   | –                                    | –                                    | –                                    | –                                    | –                                    | –                                    | –                                    | –                                    | –                                    | –                                    | –                                    | –                                    | –      | NS      |
| 2011 | Fortec Motorsport | ARA                                  | ARA                                  | BEL                                  | BEL                                  | ITA                                  | ITA                                  | MON                                  | DEU                                  | DEU                                  | HUN                                  | HUN                                  | GBR                                  | GBR                                  | FRA                                  | FRA                                  | CAT                                  | CAT                                  | 156    | 3       |
| 2011 | Fortec Motorsport | 1                                    | 2                                    | 7                                    | 7                                    | 17                                   | 2                                    | NU                                   | NU                                   | NU                                   | 2                                    | 5                                    | 3                                    | DK                                   | 16                                   | 1                                    | 4                                    | 7                                    | 156    | 3       |
| 2012 | Arden Caterham    | ARA                                  | ARA                                  | MON                                  | BEL                                  | BEL                                  | DEU                                  | DEU                                  | RUS                                  | RUS                                  | GBR                                  | GBR                                  | HUN                                  | HUN                                  | FRA                                  | FRA                                  | CAT                                  | CAT                                  | 63     | 11      |
| 2012 | Arden Caterham    | NU                                   | 5                                    | 3                                    | 11                                   | NU                                   | 18                                   | 9                                    | 17                                   | 5                                    | NU                                   | 5                                    | 9                                    | 8                                    | 22                                   | 16                                   | 19                                   | 5                                    | 63     | 11      |

### Podsumowanie
| Sezon   | Seria                                                    | Zespół                    | Wyścigi          | Zwycęstwa        | PP               | NO               | Podium           | Punkty           | Pozycja |
| ------- | -------------------------------------------------------- | ------------------------- | ---------------- | ---------------- | ---------------- | ---------------- | ---------------- | ---------------- | ------- |
| 2006    | Skip Barber National                                     | Skip Barber Racing School | 14               | 3                | 2                | 2                | 4                | 613              | 3       |
| 2006    | Skip Barber Western Regional                             | Skip Barber Racing School | 10               | 8                | 11               | 0                | 10               | 538              | 1       |
| 2006    | Formula TR 1600 Pro Series                               | Odyssey Motorsports       | 11               | 4                | 5                | 0                | 6                | 469              | 2       |
| 2007    | Amerykańska Formuła BMW                                  | Team Apex Racing          | 14               | 3                | 1                | 2                | 5                | 410              | 3       |
| 2008    | Amerykańska Formuła BMW                                  | EuroInternational         | 15               | 10               | 10               | 9                | 11               | 249              | 1       |
| 2008    | Europejska Formuła BMW                                   | EuroInternational         | 2                | 0                | 0                | 0                | 0                | N/A†             | N/A†    |
| 2008    | Światowy Finał Formuły BMW                               | EuroInternational         | 1                | 1                | 0                | 1                | 1                | N/A              | 1       |
| 2009    | Międzynarodowa Formuła Master                            | Hitech Racing             | 16               | 3                | 0                | 1                | 5                | 52               | 4       |
| 2009    | Międzynarodowa Formuła Master                            | I.S.R. Racing             | 16               | 3                | 0                | 1                | 5                | 52               | 4       |
| 2009–10 | Azjatycka Seria GP2                                      | Ocean Racing Technology   | 8                | 0                | 0                | 0                | 0                | 12               | 9       |
| 2009–10 | Azjatycka Seria GP2                                      | MalaysiaQi-Meritus.com    | 8                | 0                | 0                | 0                | 0                | 12               | 9       |
| 2010    | Formula Renault 3.5                                      | I.S.R. Racing             | 1                | 0                | 0                | 0                | 0                | 0                | NS      |
| 2010    | Seria GP3                                                | ART Grand Prix            | 14               | 2                | 2                | 1                | 5                | 38               | 4       |
| 2011    | Formuła Renault 3.5                                      | Fortec Motorsport         | 17               | 2                | 0                | 1                | 5                | 156              | 3       |
| 2012    | Formuła Renault 3.5                                      | Arden Caterham            | 17               | 0                | 0                | 4                | 1                | 63               | 11      |
| 2012    | Formuła 1                                                | Caterham F1 Team          | Kierowca testowy | Kierowca testowy | Kierowca testowy | Kierowca testowy | Kierowca testowy | Kierowca testowy |         |
| 2013    | Seria GP2                                                | Caterham Racing           | 20               | 1                | 1                | 0                | 4                | 92               | 9       |
| 2013    | Formuła 1                                                | Caterham F1 Team          | Kierowca testowy | Kierowca testowy | Kierowca testowy | Kierowca testowy | Kierowca testowy | Kierowca testowy |         |
| 2013    | 24h Le Mans – LMP2                                       | Greaves Motorsport        | 1                | 0                | 0                | 0                | 0                | N/A              | 10      |
| 2013    | FIA World Endurance Championship Trophy for LMP2 Drivers | Greaves Motorsport        | 1                | 0                | 0                | 0                | 0                | 20               | 19      |
| 2013    | FIA World Endurance Championship                         | Greaves Motorsport        |                  |                  |                  |                  | 1                | 38               |         |
| 2014    | Seria GP2                                                | Caterham Racing           | 12               | 0                | 0                | 1                | 12               | 21               |         |
| 2014    | Seria GP2                                                | Campos Racing             | 12               | 0                | 0                | 1                | 12               | 21               |         |
| 2014    | Formuła 1                                                | Caterham F1 Team          | Kierowca testowy | Kierowca testowy | Kierowca testowy | Kierowca testowy | Kierowca testowy | Kierowca testowy |         |
| 2014    | Formuła 1                                                | Marussia F1 Team          | Kierowca testowy | Kierowca testowy | Kierowca testowy | Kierowca testowy | Kierowca testowy | Kierowca testowy |         |
| 2014    | United Sports Car Championship – Prototype               | DeltaWing Racing Cars     | 1                | 0                | 0                | 0                | 16               | 53               |         |
| 2015    | Seria GP2                                                | Racing Engineering        | 22               | 3                | 1                | 0                | 7                | 181.5            | 2       |
| 2015    | Formuła 1                                                | Manor Marussia F1 Team    | 5                | 0                | 0                | 0                | 0                | 0                | 20      |

† – Rossi nie był liczony do klasyfikacji.